# タワー (さとうのぶひこのアルバム)
『タワー』は、さとうのぶひこの4枚目のアルバム。

## 内容
CDリリースとしては1990年にリリースした「TURNING POINT」以来、約12年半ぶりとなる。アーティスト名は本名の佐藤宣彦という漢字表記ではなくひらがな表記で行われた。

## 批評
CDジャーナルは「ポジティブなメッセージに彩られた楽曲群はどれもポップで聴きやすく、好感が持てる。ヴォーカル自体は決して上手いとは言えないが、実直な人柄が滲み出ている」と評しており、殆どの曲のレコーディングに参加した関雅夫のベースの演奏姿勢に対して高い評価を与えている。

## 収録曲
1. タワー
2. あの日みたままの空
3. うたう
4. 再開
5. 静かに眠れ
6. 涙じゃない
7. 届け!
8. 君にそう言う
9. よあけまえ
10. マホロバ

作詞：早川矢寿子(#1, 3)、坂口直樹(#2, 6, 9)、d.w.(#3, 7, 8, 10)、zopp(#5)
作曲・編曲：さとうのぶひこ(#ALL)